# メルビン・イングラム
メルビン・イングラム3世（Melvin Ingram III、1989年4月26日- ）は、アメリカ合衆国ノースカロライナ州ハムレット出身のアメリカンフットボール選手。現在NFLのマイアミ・ドルフィンズに所属している。ポジションはディフェンシブエンド（DE）とラインバッカー（LB）。

## 経歴

### プロ入り前
ノースカロライナ州リッチモンド郡の高校では、ラインバッカーとしてプレーし、3年次に87タックル、2.5サックをあげた。大学入学前に、Rivals.com からは四つ星、全米で21番目のアウトサイドラインバッカーと評価された。
サウスカロライナ大学に進学し、スティーブ・スパリアーの下で2008年から2011年までプレーした。3年次の2010年にはチームトップの9サックをあげた。4年時の2011年にはディフェンシブエンドとして、10サック、15ロスタックル、2インターセプトをあげた。9月10日のジョージア大学戦ではフェイクパントからの68ヤードのTDを含む2TDをあげるなど、この年3TDをあげた。彼の活躍もあり、この年チームディフェンスは、全米4位となり、彼はサウスイースタン・カンファレンスのファーストチーム及びオールアメリカンファーストチームに選ばれた。2012年1月のシニアボウルにも出場した。
ドラフト前のスカウティング・コンバインでは、40ヤード走で4秒79を出し、ポジション別ドリルでも素晴らしい動きを見せて評価を上げた。

### サンディエゴ／ロサンゼルス・チャージャーズ
2012年のNFLドラフトでは、その年のパスラッシャー候補の中でも優れた選手の1人と見なされ、トップ10で指名される可能性も取りざたされた。1巡全体18位でサンディエゴ・チャージャーズに指名された。
プレシーズンゲーム第1週のグリーンベイ・パッカーズ戦ではハーブ・テイラーを圧倒した。
この年全16試合に出場し、2試合で先発、41タックル、2サックをあげた。
2013年5月14日のチーム合同練習で左ひざのACLを損傷した。怪我から6カ月後の11月20日にチーム練習に参加、負傷から208日後の12月8日のニューヨーク・ジャイアンツ戦で復帰した。第16週のオークランド・レイダース戦では1サック、1ファンブルフォースで勝利に貢献した。ワイルドカードプレーオフのシンシナティ・ベンガルズ戦では相手QBアンディ・ダルトンにプレッシャーを与え続け、第4Qにはインターセプトを奪った。
2014年は、臀部の負傷から、9試合の先発出場で29タックル、4.0サック、2ファンブルフォースでシーズンを終えた。
2015年4月7日、チャージャーズが5年契約のオプションを行使した。同年10月4日のクリーブランド・ブラウンズ戦ではジョシュ・マカウンをサック、ファンブルしたボールを誘発し自らボールをリカバーした。
2017年2月27日、チャージャーズからフランチャイズタグを行使された。同年6月11日、4年6600万ドル（4200万ドルの保証）でチャージャーズと契約を結んだ。第3週のカンザスシティ・チーフス戦で3サックをあげるなど、9月に5.5サックをあげた彼はAFCの月間最優秀守備選手に選ばれた。この年10,5サック、56タックルをあげた彼はジョーイ・ボサの代役でプロボウルに選ばれた。NFL Top 100 Players of 2018 の76位に評価された。
2018年シーズン開幕前、彼はチャージャーズが第53回スーパーボウルを制覇する準備ができたと述べた。チームはディビジョナルプレーオフでニューイングランド・ペイトリオッツに28-41で敗れ、スーパーボウル出場は果たせなかった。
2019年6月17日にも同様にチャージャーズがAFC西地区で優勝するだけでなく、第54回スーパーボウルで勝つと述べたが、チームは5勝11敗に終わった。
2020年はひざの負傷により9月26日に故障者リスト入りし、10月24日にアクティブロースターに復帰したが11月27日に再度ひざの負傷により故障者リスト入した。怪我の影響もあり、7試合の出場で10タックルに留まり、キャリアで初めてサックを挙げられなかった。
チャージャーズでは先発96試合を含む113試合に出場し348タックル、13ファンブルフォース、7ファンブルリカバー、3インターセプトをあげた。

### ピッツバーグ・スティーラーズ
2021年7月20日にピッツバーグ・スティーラーズと1年契約を結んだ。
しかしスティーラーズでは先発出場が1試合にとどまっていた。

### カンザスシティ・チーフス
2021年11月2日に2022年のドラフト6巡指名権と引き替えにカンザスシティ・チーフスへトレード移籍した。チーフスではレギュラーシーズンの6試合に先発出場し、タックル15回とサック1回を記録した。ポストシーズンでも3試合に先発し、タックル5回とサック2回を記録した。オフにFAとなった。

### マイアミ・ドルフィンズ
2022年5月16日にマイアミ・ドルフィンズと1年契約を結んだ。

## 人物
アウトサイドラインバッカーと、ディフェンシブエンドの両方をこなせるハイブリッドな選手と見られている。ドラフト直前に、デンバー・ブロンコスのボン・ミラーから自分よりサイズもあり、インサイドアウトサイドのラインバッカー、ディフェンシブエンドのどのポジションでも活躍するだろうと予想された。
2014年12月、エリック・ガーナー窒息死事件の大陪審に対する抗議で、「I Can’t Breathe（息ができない）」と書かれたTシャツを着る運動にレジー・ブッシュ、レブロン・ジェームズ、デリック・ローズらと参加した。

## 詳細情報

### 年度別成績

#### レギュラーシーズン
| 年度      | チーム    | 背 番 号  | 試合 | 試合 | タックル | タックル | タックル | タックル | ファンブル          | ファンブル          | ファンブル | ファンブル | インターセプト  | インターセプト | インターセプト       | インターセプト | インターセプト | インターセプト     |
| 年度      | チーム    | 背 番 号  | 出場 | 先発 | 合計     | ソロ     | アシスト | サック   | ファンブル フォース | ファンブル リカバー | ヤード     | TD         | インター セプト | ヤード         | 平均 リターン ヤード | 最長 リターン  | TD             | パス ディフ ェンス |
| --------- | --------- | --------- | ---- | ---- | -------- | -------- | -------- | -------- | ------------------- | ------------------- | ---------- | ---------- | --------------- | -------------- | -------------------- | -------------- | -------------- | ------------------ |
| 2012      | SD LAC    | 54        | 16   | 2    | 41       | 27       | 14       | 1.0      | 1                   | 0                   | 0          | 0          | 0               | 0              | 0.0                  | 0              | 0              | 5                  |
| 2013      | SD LAC    | 54        | 4    | 1    | 8        | 4        | 4        | 1.0      | 1                   | 0                   | 0          | 0          | 0               | 0              | 0.0                  | 0              | 0              | 0                  |
| 2014      | SD LAC    | 54        | 9    | 9    | 29       | 21       | 8        | 4.0      | 2                   | 0                   | 0          | 0          | 0               | 0              | 0.0                  | 0              | 0              | 2                  |
| 2015      | SD LAC    | 54        | 16   | 16   | 65       | 52       | 13       | 10.5     | 3                   | 1                   | 0          | 0          | 0               | 0              | 0.0                  | 0              | 0              | 6                  |
| 2016      | SD LAC    | 54        | 16   | 16   | 60       | 46       | 14       | 8.0      | 5                   | 0                   | 0          | 0          | 0               | 0              | 0.0                  | 0              | 0              | 5                  |
| 2017      | SD LAC    | 54        | 16   | 16   | 56       | 43       | 13       | 10.5     | 1                   | 2                   | 39         | 1          | 0               | 0              | 0.0                  | 0              | 0              | 1                  |
| 2018      | SD LAC    | 54        | 16   | 16   | 43       | 28       | 15       | 7.0      | 1                   | 2                   | 4          | 0          | 1               | 8              | 8.0                  | 8              | 0              | 3                  |
| 2019      | SD LAC    | 54        | 13   | 13   | 48       | 39       | 9        | 7.0      | 0                   | 1                   | 2          | 0          | 1               | 9              | 9.0                  | 9              | 0              | 5                  |
| 2020      | SD LAC    | 54        | 7    | 7    | 10       | 5        | 5        | 0.0      | 0                   | 0                   | 0          | 0          | 1               | 0              | 0.0                  | 0              | 0              | 2                  |
| 2021      | PIT       | 8         | 6    | 1    | 10       | 5        | 5        | 1.0      | 0                   | 0                   | 0          | 0          | 0               | 0              | 0.0                  | 0              | 0              | 1                  |
| 2021      | KC        | 24        | 9    | 6    | 15       | 7        | 8        | 1.0      | 1                   | 0                   | 0          | 0          | 0               | 0              | 0.0                  | 0              | 0              | 0                  |
| NFL：10年 | NFL：10年 | NFL：10年 | 128  | 103  | 385      | 277      | 108      | 51.0     | 15                  | 7                   | 45         | 1          | 3               | 17             | 8.5                  | 9              | 0              | 29                 |

- 2019年度シーズン終了時
- 太字は自身最高記録